# Konstantin Petrovič von Kaufman
Konstantin Petrovič von Kaufman (Dęblin, 2 marzo 1818 – Taškent, 16 maggio 1882) è stato un generale russo, primo governatore del Turkestan.

## Biografia
Nacque a Majdany, vicino Dęblin, da una famiglia nobile di origine germanica.
Dopo aver compiuto studi di ingegneria militare servì nell'esercito zarista prima nella regione del Caucaso poi durante la Guerra di Crimea.
Nel 1865 venne nominato governatore generale della Lituania, due anni più tardi, a seguito dell'espansione russa in Asia Centrale, fu chiamato a ricoprire l'incarico di governatore del Turkestan.

Sotto il suo comando proseguì l'espansione militare: nel 1868 conquistò la città di Samarcanda e successivamente completò la sottomissione dell'Emirato di Bukhara e del Khanato di Khiva rendendoli dei protettorati russi. Nel 1875 occupò il Khanato di Kokand, che venne poi annesso all'Impero. L'avanzata di Kaufman suscitò la reazione dell'Impero britannico che controllava la regione dell'Afghanistan e costrinse lo zar Alessandro II a bloccare per ragioni diplomatiche le ulteriori mire espansionistiche del generale verso la città di Merv e i confini dell'India Britannica.
Durante il periodo del suo governatorato incentivò l'esplorazione della regione, in particolare sostenne la spedizione guidata da Aleksej Pavlovič Fedčenko col compito di studiare la fauna e la flora dell'Asia Centrale.